# 볼리비아 축구 연맹
볼리비아 축구 연맹(스페인어: Federación Boliviana de Fútbol, FBF)은 볼리비아의 축구를 관장하는 기관이다. 1925년에 설립되어 8번째로 오래된 남아메리카 연맹이다. 1926년 CONMEBOL과 FIFA에 가입되어 있으며 볼리비아 축구 국가대표팀을 맡고 있다.

## 배경
볼리비아 축구 연맹의 국장은 볼리비아의 국기인 삼색(빨강, 노랑, 초록)의 세 가지 색으로 이루어져 있다.
안데스콘도르는 볼리비아의 군중의 열정인 FBF라는 글자가 새겨진 축구로, 계곡을 지나 거대한 높은 평원까지 자랑스럽게 자신을 단언한다.
볼리비아 축구 국가대표팀이 '삼색기'(Tricolor)로 불리는 이유는 볼리비아 국기와 방패의 색깔 때문이며, 셔츠의 색깔은 '라 베르데'(La Verde)로 불린다.